# 超低能英雄
《超低能英雄》（英語：Superhero Movie）是2008年的喜劇電影，承續《驚聲尖笑》、《史詩大帝國》和《正宗約會電影》，主要諷刺超級英雄電影。本片由克雷格·麥辛負責導演及編劇。2007年9月在洛杉磯開始進行製作。本片在2008年3月28日美國上映，差評居多。

## 情節
高中生怪胎瑞克·李克被一隻基因改造的蜻蜓叮咬後，擁有了超強力量和裝甲皮膚超能力。他決定運用能力來打擊罪惡，自稱為「蜻蜓人（The Dragonfly or The Mosquitoes）」。然而，他的對手the villainous Lou Landers（Christopher McDonald），在一次實驗意外變成「沙漏人（The Hourglass）」，擁有邪惡力量奪取人的生命力得到永生不朽。

## 演員
- 德雷克·贝尔[3]飾 瑞克·李克（Rick Riker）／蜻蜓人（The Dragonfly）
- 莎拉·派斯頓[3]飾 凱莉莎·辛普森（Carissa Simpson）
- 克里斯托弗·麦克唐纳[3]飾 路·蘭德斯（Lou Landers）／沙漏人（The Hourglass）
- 瑞安·漢森[3]飾 藍斯·蘭德斯（Lance Landers）
- 傑弗里·塔伯[3]飾 惠特比博士（Dr. Whitby）
- 布伦特·斯派尔[3]飾 史特隆博士（Dr. Strom）
- 萊斯里·尼爾森[3]飾 阿爾伯特叔叔（Uncle Albert）
- 梅莉蓉·蘿絲[3]飾 露西兒嬸嬸（Aunt Lucille）
- 凯文·哈特[3]飾 崔伊（Trey）
- 瑞安·漢森[3]飾 曼尼（Manny）／螳螂（Mantis）
- 羅伯特·喬伊 飾 史蒂芬·霍金
- 雷吉娜·霍爾[4]飾 史考皮亞（Scorpia）／蠍子（Scropion）
- 崔西·摩根[4]飾 史平尼（Spinny）／蜘蛛（Spider）
- 潘蜜拉·安德森 飾 隱形女（The Invisible Girl）
- 克雷格·比爾科 飾 金鋼狼（Wolverine）
- 凱斯·大衛 飾 卡林總長（Chief Karlin）
- 米爾斯·費舍 飾 湯姆·克魯斯
- 莉儿·金 飾 澤維爾的女兒
- 阿基·阿萊格 飾 達賴喇嘛（Dalai Lama）

## 製作
《超低能英雄》於2006年4月在《驚聲尖笑4》在北美成功打出亮眼票房後首度公開，電影起初預計在2007年2月9日上映。
不過影片於2007年9月17日才實際在洛杉磯開始進行製作。大衛·薩克提到本片主要諷刺《蜘蛛人》，同時也嘲諷了《蝙蝠俠》、《X戰警》、《驚奇四超人》和《超人》系列。製作人也詳細說明「本片惡搞了所有英雄電影類型，如之前驚聲尖笑系列，但這次或許會更有整體性，像是笑彈龍虎榜（Naked Gun）系列。」

## 發行
《超低能英雄》在2008年3月28日美國上映。

## 反映

### 評價
影評家多為給電影負面評價，根據2008年4月2日的電影評論網站爛番茄，39篇影評中有15%的影評家給本片正面的評價，然而大部分的評論嚴厲地批評指出比起本片，先前的惡搞諷刺電影還比較可看，像是2007年的《史詩大帝國》和近期的《這不是斯巴達》。Metacritic報導根據13篇影評中，平均分數100分只得到33分，可看出本片為「一般負面評價」。

### 票房表現
電影首週票房，在上映的2960間戲院中，共有9,510,297美元票房收入，平均每個地方約三千二百一十二美元，在票房上排行第三。至到6月19日北美地區共收益25,787,144美元，加上海外票房29,298,186美元，總計全球票房高達55,085,330美元。

### 續集
克雷格·麥辛宣稱將會出電影續集，帕米拉·安德森、Drake Bell和萊斯里·尼爾森原班人馬全都續約接演第二集。克雷格說他將會惡搞鋼鐵人，再加入更多的X戰警，Wooey Kyle-Parks可能會加入團隊。

## 外部連結
- 官方網站 （页面存档备份，存于）
- 互联网电影数据库（IMDb）上《Superhero Movie》的资料（英文）
- Box Office Mojo上《Superhero Movie》的資料（英文）